# James Butler Hare
James Butler Hare (* 4. September 1918 in Saluda,  Saluda County, South Carolina; † 16. Juli 1966 in Columbia, South Carolina) war ein US-amerikanischer Politiker. Zwischen 1949 und 1951 vertrat er den Bundesstaat South Carolina im US-Repräsentantenhaus.

## Werdegang
James Hare war ein Sohn von Butler B. Hare (1875–1967), der zwischen 1925 und 1947 zweimal den Staat South Carolina im Kongress vertreten hatte. Er besuchte die öffentlichen Schulen seiner Heimat und dann bis 1939 das Newberry College. Bis 1941 studierte er noch am Erskine College. Zwischen 1940 und 1946 war er während des Zweiten Weltkrieges Angehöriger der US Navy. Nach einem anschließenden Jurastudium an der University of South Carolina und seiner im Jahr 1947 erfolgten Zulassung als Rechtsanwalt begann er in Saluda seinem neuen Beruf zu arbeiten. Später wurde er Kurator der University of South Carolina.
Hare war Mitglied der Demokratischen Partei. 1948 wurde er als deren Kandidat im dritten Wahlbezirk von South Carolina in das US-Repräsentantenhaus in Washington, D.C. gewählt, wo er am 3. Januar 1949 die Nachfolge von William Jennings Bryan Dorn antrat. Da er im Jahr 1950 von seiner Partei nicht mehr nominiert wurde, konnte er bis zum 3. Januar 1951 nur eine Legislaturperiode im Kongress absolvieren. Zwischen 1951 und 1952 war Hare wieder in der US-Marine aktiv. Danach arbeitete er wieder als Anwalt in Saluda. James Hare starb am 16. Juli 1966 in Columbia und wurde in seiner Heimatstadt Saluda beigesetzt.